# بيطام
بيطام (بالفرنسية: Bitam) كانت تسمى قبل الاحتلال الفرنسي بيت الطعام وهذا لكرم أهلها، أثناء الاحتلال الفرنسي سنة 1830 أصبحت تسمى نطقا بالفرنسية bitam وبهذا أصبحت تسمة بيطام وهي التسمية الحالية.تقع بلدية بيطام جنوب حوض الحضنة على بعد 07 كلم من مقر الولاية المنتدبة بريكة يمر بها الطريق الوطني رقم 78الرابط بين مدينة بريكة وولاية بسكرة. تقدر مساحة بلدية بيطام 917كلم². يحدها من الشمال بلديتا بريكة وعزيل عبد القادر ومن الشرق بلديات سقانة وتيلاطو، والقنطرة من الجنوب بلديتا لوطاية وطولقة ومن الغرب زرزور وامدوكال.
تتوزع مساحة البلدية على 40 % أراضي زراعية خصبة و34% أراضي رعوية و7% خاصة بالسكان والعمران أما الباقي فجبال أودية.

## تاريخ

### الثورة التحريرية
عرفت بلدية بيطام بمشاركة فعالة خلال الثورة التحريرية قدمت الدعم المادي والبشري للثورة بما أنـها توجد بها مخابئ عديدة ومستشفى تحت الأرض لجبهة التحرير الوطني لم يتم اكتشافها أثناء الثورة مما جعلها منطقة آمنة للثورة كما قدمت على غرار باقي الوطن بعزيز أبناءها من أجل الوطن تم بناء هذه المستشفى الذي حفر تحت الأرض في منطقة رملية من طرف المجاهدين ناصر الصالح وابنيه ناصر عيسى الملقب بالداودي وناصر محمد في المكان المسمى النبكة غير بعيد عن مكان سكنهم ليتم تمويل المصابين من المجاهدين بالاغذية والدواء انطلاقا من بيتهم الذي كان مركزا لجمع السلاح والمؤونة لصالح جنود جبهة التحرير الوطني وتم الاشراف عليه فيما بعد من طرف المجاهد ادريس بلخير - ويعتبر الشهيد ناصر إبراهيم رفقة الشهيدين الاخوين عبد الرحمان وعبد المجيد دباش من كبار مناضلي المنطقة نظرا لإنجازاتهم كما ننسى المجاهد الفضيل وهو أكبر المجاهدين بالمنطقة ونذكر من أعماله إسقاطه طائرة حربية بواسطة بندقية صيد-رحال يعقوبي-. كما فقدت بلدية بيطام أحد من كانو من رجالات الثورة الجزائرية وأول من قام بجمع السلاح والدعوة للثورة وكان من الأوائل الذين حملو السلاح في وجه العدو إنه المجاهد ناصر اعمر المدعو (لعميري)الذي كان في السجن مع المجاهد الحاج لخضر

### التأسيس
تعتبر بلدية بيطام من البلديات الفتية حيث تأسست سنت 1967إداريا أو بحسب معرفتها بين العروش فتلقب بعرش السحاري

## السحاري
حسب ما اشار اليه الدكتور بوجمعة هيشور سنة 1979 بجريدة النصر ان السحاري هم قبيلة بربرية قام بتعريبها إحدى قبائل بني هلال، لكنه يستدرك أثناء البحث ليقر انهم قبيلة عربية هلالية بحتة، تتحدر من قبيلة بني زغبة من بني رياح من قبيلة بني هلال بن عامر بن صعصعة من بني قيس عيلان بن مضر من بني إسماعيل. ويقول الدكتور: ان السحاري فخذ من بني زغبة الذين نزلوا جبل مشتول بالجلفة حاليا في هجرتهم الشهيرة مع بني هلال عام 444 هـ ووصلو إلى هناك عام505 هـ. ليعود السحاري إلى منطقة حوض الحضنة الشرقي للاستقرار، وينقسم السحاري إلى ثلاث بطون هم الاعراف، والمساريق وأولاد منصور، وكل من هذه البطون يقسم بدوره إلى عدة أفخاذ انتشر بعضهم عبر ربوع الجزائر التاريخية وإلى الآن هم سكان بلدية بيطام، وبلدية لازرو التابعتين لولاية باتنة، وبلية الوطاية بولاية بسكرة.

## السكان

### نموالسكان
يقدر عدد سكان حسب إحصائيات 2008 بــ 11742نسمة بكثافة سكانية تقارب 12.80 نسمة / كلم
توزع السكان حسب فئات العمر 80 % شباب – 20 %شيوخ

### السحاري
حسب ما اشار اليه الدكتور بوجمعة هيشور سنة 1979 بجريدة النصر ان السحاري هم قبيلة بربرية قام بتعريبها إحدى قبائل بني هلال، لكنه يستدرك أثناء البحث ليقر انهم قبيلة عربية هلالية بحتة، تتحدر من قبيلة بني زغبة من بني رياح من قبيلة بني هلال بن عامر بن صعصعة من بني قيس عيلان بن مضر من بني إسماعيل. ويقول الدكتور: ان السحاري فخذ من بني زغبة الذين نزلوا جبل مشتول بالجلفة حاليا في هجرتهم الشهيرة مع بني هلال عام 444 هـ ووصلو إلى هناك عام505 هـ. ليعود السحاري إلى منطقة حوض الحضنة الشرقي للاستقرار، وينقسم السحاري إلى ثلاث بطون هم :الاعراف، والمساريق وأولاد منصور، وكل من هذه البطون يقسم بدوره إلى عدة أفخاذ انتشر بعضهم عبر ربوع الجزائر التاريخية وإلى الآن هم سكان بلدية بيطام، وبلدية لازرو التابعتين لولاية باتنة، وبلية الوطاية بولاية بسكرة.

## الاقتصاد

### الزراعة
تعتمد بلدية بيطام على الاقتصاد الفلاحي وكل السكان يعتمدون على زراعة الأرض وأهم المحاصيل القمح والشعير خاصة لاحتوائها على أراضي شاسعة تعتمد في سقيها على مياه الأمطار كمنطقة الفقوسية والضاية
بالإضافة للأشجار المثمرة وعلى رأسها الزيتون والمشمش المنتشر خاصة في قرية عين الدفيلة

### تربية الحيوانات
وكذلك يعتمدون على تربية المواشي حيث تشتهر بيطام بتربية أجود سلالات الأغنام
وفي الأونة الأخيرة أصبحت البلدية قطبا رئيسيا في ولاية باتنة في تربية الأبقار وإنتاج الحليب 
أما في المجال الصناعي فالبلدية لا تحوي على أي نشاط لانعدام المصانع بالبلدية

### السياحة

#### المواقع الأثرية
يوجد ببلدية بيطام عدة مواقع أثرية منها مدينة طبنة الأثرية وكاف الرومان كما هناك العديد من المواقع التي لم يتم الكشف والبحث عنها
كما تم الكشف في السنوات الماضية عن مستشفى عسكري مبني تحت الرمال كان قد بناه المجاهد ناصر الصالح وابنيه ناصر عيسى الملقب بالداودي وناصر محمد أيام الثورة في منطقة النبكة